# Claas

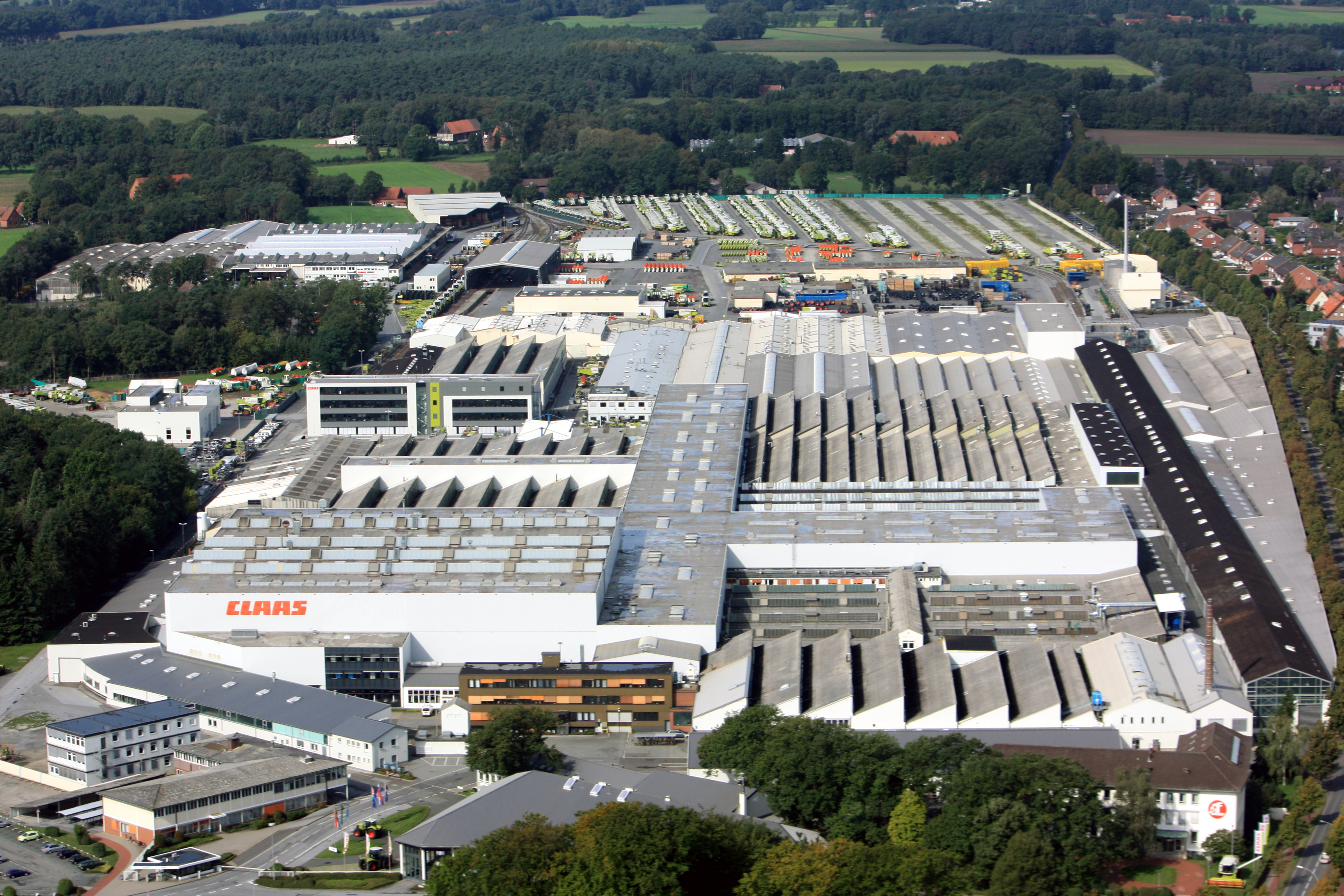
Luftbild des Betriebsgeländes in Harsewinkel

Die Claas KGaA mbH (Eigenschreibweise: CLAAS) ist ein Landmaschinenhersteller mit Hauptsitz in Harsewinkel.

## Geschichte

Das ursprüngliche Claas-Logo mit dem „Knoter“

### Anfänge und Neuanfang nach dem Ersten Weltkrieg
Die Ursprünge des Unternehmens Claas gehen auf ein 1887 von Franz Claas gegründetes Unternehmen zur Herstellung von Milch-Zentrifugen zurück. Schon vorher beschäftigte sich Claas – auf dem elterlichen Hof – mit landwirtschaftlichen Geräten. Um etwa 1900 begann er mit der Entwicklung und Herstellung von Strohbindern und Ablegern für Mähmaschinen. Auf der Basis von mechanischen Strohbindern aus Großbritannien entwickelte er eine eigene Maschine, die er 1907 auf den Markt brachte. Als zweites Standbein entstand ein Lohnunternehmen, das den Getreidedrusch anbot. In den besten Jahren waren 20 bis 30 Arbeitskräfte beschäftigt.
Am 8. April 1913 übernahm der Maschinenschlosser und Sohn, August Claas, in Clarholz das väterliche Unternehmen und spezialisierte sich fortan auf die Herstellung und Reparatur von Strohbindern. Ein Jahr später, am 12. Januar 1914, firmierte er mit seinen Brüdern Bernhard und Franz Claas jun. als „Gebrüder Claas“. Nachdem die Brüder Bernhard, August, Franz jun. und Theo gesund aus dem Ersten Weltkrieg heimgekehrt waren, erwarben sie 1919 ein stillgelegtes Hartsteinwerk in Harsewinkel und verlegten den Unternehmensstandort dorthin. Auf etwa 1.000 Quadratmetern produzierten sie ihre Strohbinder. In den Nachwirkungen des Krieges war das benötigte Material nur schwer zu bekommen, so dass sie größtenteils gebrauchte Strohbinder aufarbeiteten und weiterentwickelten.
Mittlerweile gelang es Claas wie schon vor dem Krieg, die Strohbinder im benachbarten Ausland wie den Niederlanden abzusetzen. Der niederländische Abnehmer Reensink aus Zutphen bezahlte in Gulden, die sich im Gegensatz zur Reichsmark als stabil erwiesen und Claas handlungsfähig ließ. 1921 meldete August Claas seinen verbesserten „Knoter“ für Strohbinder als Patent an und legte damit den Grundstein für die Produktpalette des Unternehmens. Bald konnte Claas seine Strohbinder auch in Frankreich und Belgien absetzen, so dass im Jahr 1924 der 1.000. Strohbinder produziert wurde. Doch bald erkannten die Brüder, dass an Stelle der Strohbinder die Strohpressen auf den Markt drangen und produzierten ab 1931 eigene Pressen.

### Produktion von Rüstungsgütern und Einsatz von Zwangsarbeitern
Bereits im Vorfeld des Zweiten Weltkriegs gab es Vorbereitungen, um auch Waffen und Munition in den Werken fertigen zu können.:359 Während des Zweiten Weltkrieges konnten 1940 und 1941 nur jeweils 450 Maschinen produziert werden. 1943 wurde die Produktion von Erntemaschinen schließlich ganz verboten und die Produktion auf Rüstungsgüter umgestellt. 1944 waren 336 Zwangsarbeiter in dem Werk von Claas im Einsatz.:20
Nach dem Krieg wurde August Claas kurzzeitig als Amtsbürgermeister von Harsewinkel ernannt, im Zuge seines Entnazifizierungsverfahrens aber bald darauf von der Militärregierung wieder abgesetzt und verhaftet. Sein Bruder Franz Claas war als Politischer Leiter wie andere als aktive Nationalsozialisten eingestufte Bürger von der Teilnahme an Wahlen zunächst ausgeschlossen.

### Ab den 1960er Jahren
1969 übernahm Claas mit der Josef Bautz AG in Saulgau ein Werk für Futtererntemaschinen. Von Bautz wurde der Mähdrescher TITAN übernommen. Er setzte neue Maßstäbe, denn erstmals wurde serienmäßig ein hydrostatischer Fahrantrieb und hatte ein abnehmbares Schneidwerk von 3,60 m Breite. Im Februar 1970 übernahm Claas den 1874 von Wilhelm Speiser gegründeten Betrieb für von Traktoren gezogene Häcksler und verlegte deren Produktion nach Saulgau. Im selben Jahr wurde der Dominator vorgestellt, der sich als überaus erfolgreich erwies.   1971 entwickelte Claas seinen ersten Zuckerrohrernter.

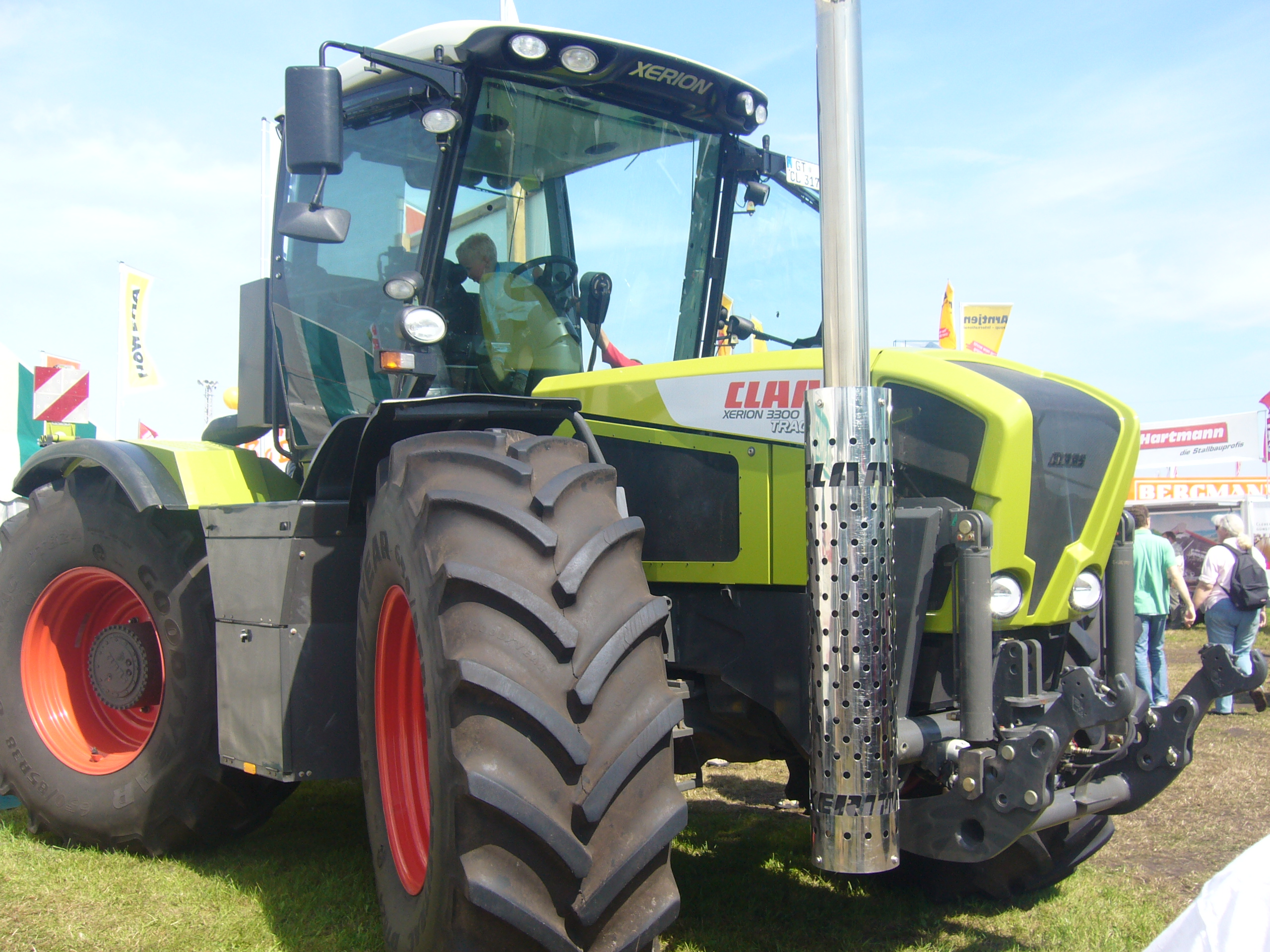
Erster Traktor von Claas: der Xerion

2003 übernahm Claas 51 % der Aktien des französischen Traktorenherstellers Renault Agriculture und konnte damit erstmals ein vollständiges Traktoren-Sortiment anbieten. 2004 trat Cathrina Claas, Tochter von Helmut Claas, aktiv in das Familienunternehmen ein.2005 entstand in Zusammenarbeit mit Kramer die Teleskoplader-Baureihe Claas Scorpion. Im russischen Krasnodar begann die Produktion im neuen Mähdrescherwerk. Als erster westlicher Hersteller verfügte Claas über eigene Kapazitäten in Russland.
Anfang 2006 stockte Claas seinen Anteil bei Renault Agriculture auf 80 Prozent auf. 2007 entstand in Morinda in der Nähe von Chandigarh im Bundesstaat Punjab das zweite Mähdrescherwerk in Indien. Die Produktion in dem Werk mit 300 Beschäftigten wurde im Oktober 2008 aufgenommen. Auf der Agritechnica 2007 wurde der Claas Tucano als neues Mittelklassemodell vorgestellt. Die Schneidwerksbreiten liegen zwischen 5,40 und 9 Metern, das Korntankvolumen beträgt 9.000 Liter und die Entleerleistung ist 75 Liter pro Sekunde. 2008 erfolgte die vollständige Übernahme von Renault Agriculture.
Im Jahr 2010 nahm das Joint-Venture-Unternehmen Uz CLAAS Agro LLC die Fertigung von Claas-Maschinen in Usbekistan auf. 2014 erfolgte die mehrheitliche Übernahme des chinesischen Landtechnikproduzenten Shandong Jinyee Machinery Manufacture Co. Ltd (Jinyee) mit Sitz in der Gaomi. Die Eröffnung des neuen Entwicklungszentrums für eFarming in Dissen in Niedersachsen erfolgte im Jahr 2017.
Helmut Claas, Sohn des Unternehmensgründers August Claas, verstarb am 5. Januar 2021 im Alter von 94 Jahren. Seine Tochter Cathrina Claas-Mühlhäuser verantwortet seit 2010 als Aufsichtsratsvorsitzende und seit 2020 als Vorsitzende des Gesellschafterausschusses alle wichtigen Entwicklungen und Entscheidungen in der Unternehmensgruppe.
Im Jahr 2023 gab Claas alle Landmaschinen der neuesten Abgasstufe für den Betrieb mit hydrierten Pflanzenölen (HVO) frei. Darüber hinaus erfolgte die Erstbefüllung in den Werken Harsewinkel und Le Mans ebenfalls mit dem nachhaltigen Biokraftstoff. Durch diese Maßnahme können jährlich 2.500 Tonnen CO2 eingespart werden.
2024 feierte Claas 500.000 produzierte Mähdrescher. Im September 2024 verkaufte das Unternehmen seine Produktion in Indien an Yanmar, einen Landtechnik- und Motorenhersteller aus Japan.

### Aktivitäten in Russland trotz internationaler Kritik
Stand 2025 setzt Claas seine Geschäftstätigkeit in Russland fort, obwohl die russische Invasion in die Ukraine andauert und umfassende internationale Sanktionen verhängt wurden. Das Unternehmen betreibt eine Produktionsstätte in Krasnodar sowie ein Büro in Moskau und beschäftigt dort über 2.000 Mitarbeiter. Diese Aktivitäten machen Claas zu einem der 100 international tätigen Unternehmen mit den höchsten Umsätzen auf dem russischen Markt. Kritiker werfen Claas vor, durch seine anhaltende Präsenz indirekt die Verletzungen des humanitären Völkerrechts durch Russland zu ermöglichen. Neue russische Gesetzgebung verpflichtet Unternehmen im Land, militärische Mobilisierungsmaßnahmen zu unterstützen, was Bedenken aufwirft, dass Claas direkt oder indirekt zur russischen Kriegsführung gegen die Ukraine beiträgt. Diese Situation birgt erhebliche Reputations- und Rechtsrisiken für das Unternehmen, insbesondere im Rahmen des deutschen Lieferkettensorgfaltspflichtengesetzes, das Unternehmen zur Verantwortung für menschenrechtliche Auswirkungen verpflichtet.

## Ehemalige und aktuelle Baureihen

### Mähdrescher

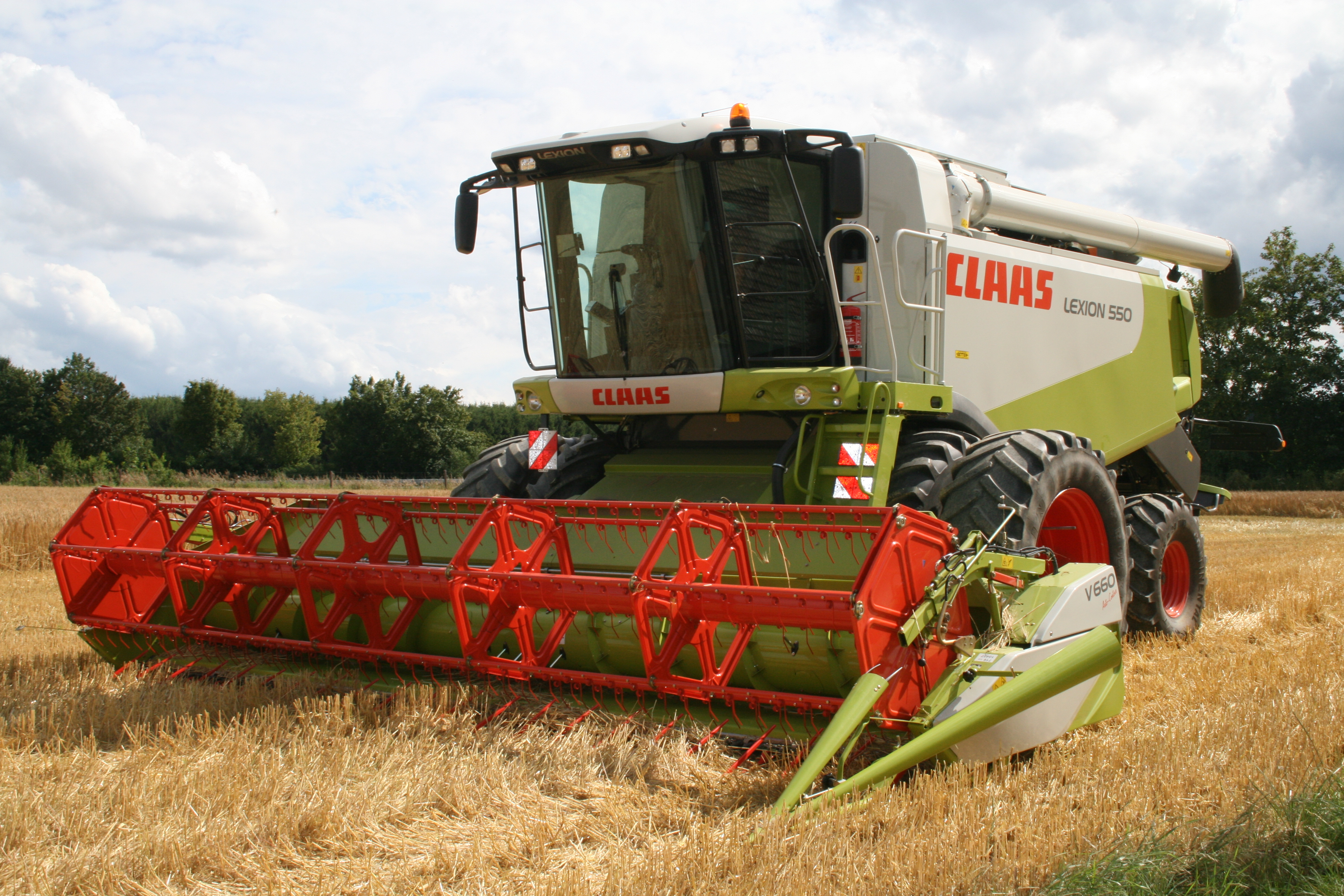
Mähdrescher Lexion 550

Der erste von Claas entwickelte Mähdrescher war der gezogene Mäh-Dresch-Binder (MDB) aus dem Jahr 1936. Während des Zweiten Weltkrieges wurde der Mäh-Dresch-Binder weiterentwickelt und erhielt die Bezeichnung Super. Ab 1946 wurde dieser in Serie produziert. Ab 1953 baute Claas das etwas kleinere Modell Super-Junior, das auch von den seinerzeit gängigen Schleppern gezogen werden konnte. Den ersten selbstfahrenden Mähdrescher mit der Modellbezeichnung Hercules (kurze Zeit später aus markenrechtlichen Gründen in SF umbenannt) brachte Claas 1953 auf den Markt. Bereits 1955 erschien das verbesserte Modell SF 55. Einen Sonderweg ging Claas mit der Einführung des Geräteträgers Huckepack im Jahr 1957, der mit entsprechenden Anbauten als selbstfahrender Mähdrescher eingesetzt werden konnte. Die Produktion wurde jedoch 1960 wieder eingestellt.
1958 begann Claas mit der Fertigung der beiden günstigeren Mähdrescher Europa mit einer Schnittbreite von 2,10 m und Columbus mit einer Schnittbreite von 1,80 m für kleinere Betriebe. Zu Beginn der 1960er Jahre folgte der Mähdrescher Matador für größere Betriebe in der Version Standard und Gigant. Die Lücke zwischen den kleineren und größeren Mähdreschern schloss der ab 1964 angebotene Mercur. Trotz des gesättigten Marktes stellte Claas Ende der 1960er Jahre eine Reihe neue Mähdrescher vor, die einige technische Neuerungen aufwiesen und auch ein neues Design besaßen. Dazu zählten die Baureihen Senator, Mercator, Consul, Cosmos, Comet, Cosar, Garant und Protector. Um auf dem Stand der Technik zu bleiben, setzte Claas die Einführung neuer Baureihen zu Beginn der 1970er Jahre fort. So erschienen 1971 die Baureihen Compact und Dominator. Letztere wurde stetig weiterentwickelt und zählt zur erfolgreichsten Baureihe des Konzerns. Für den asiatischen Markt und dort insbesondere für die Reisernte stellte Claas 1992 die Baureihe Crop Tiger vor. Ein Jahr später folgte als Weiterentwicklung des Dominator die Baureihe Mega.
1996 startete die Markteinführung der Baureihe Lexion, die in weiterentwickelter Form mit den Baureihen 5000, 6000, 7000, und 8000 nach wie vor angeboten wird (Stand 2025). Die Baureihe Medion folgte 2001. 2008 brachte Claas die Baureihe Tucano und zwei Jahre später die Kompaktbaureihe Avero auf den Markt. 2022 nahm die Baureihe Trion als Ersatz für die Tucano-Reihe ihren Anfang. Als Ersatz für die Baureihe Avero folgte 2024 die Evion-Reihe.

### Traktoren

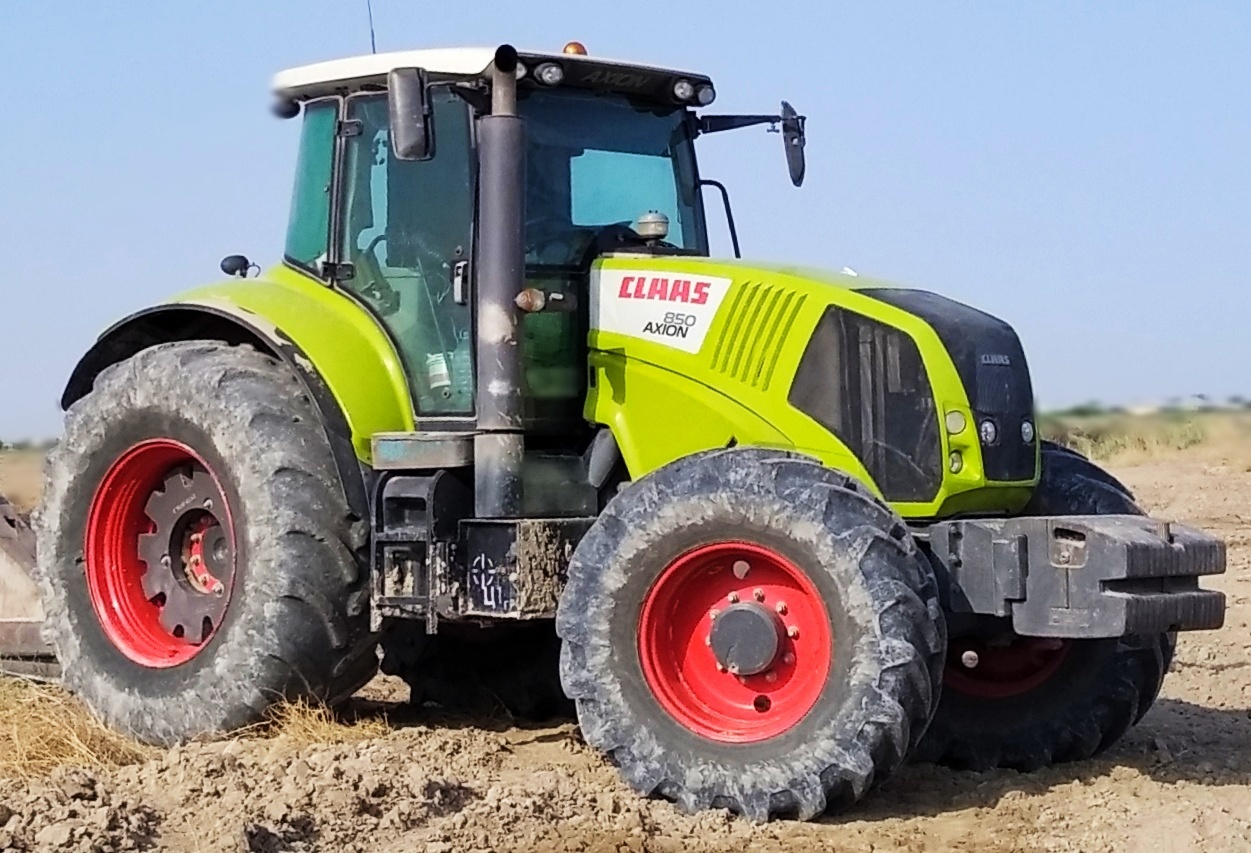
Traktor Axion 850

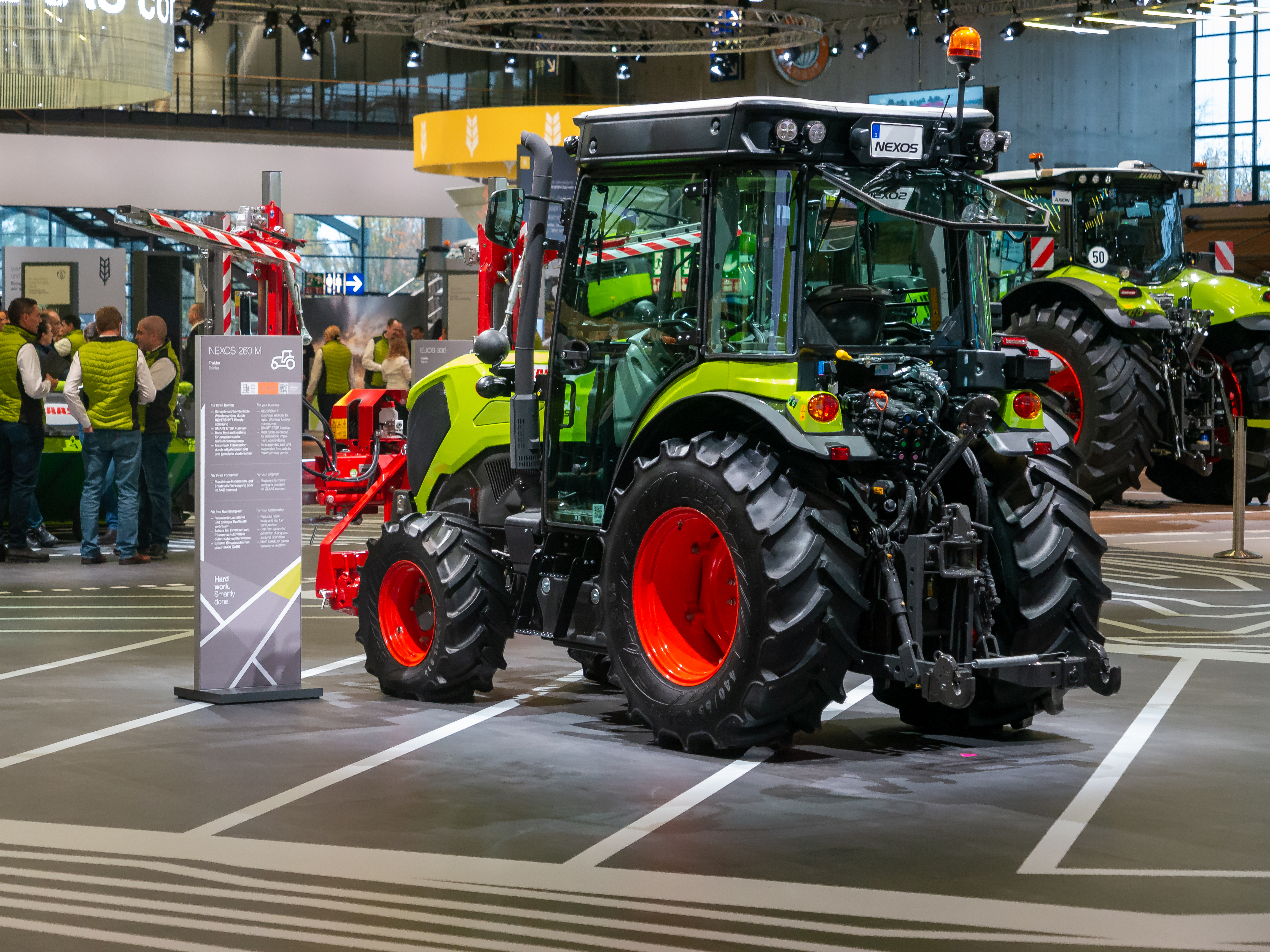
Schmalspurtraktor Nexos 260 M

Claas spezialisierte sich zwar früh auf Erntemaschinen, gleichzeitig wollte das Unternehmen aber auch in den Schlepperbau einsteigen. Nach dem Zweiten Weltkrieg entstand daher der Schlepperprototyp Jumbo mit einer vergleichsweise hohen Leistung von 72 PS (53 kW). Ende der 1950er Jahre kam dann der Geräteträger Huckepack auf den Markt. Da dieser jedoch kaum Kunden fand, wurde er 1960 wieder eingestellt. Bis Anfang der 1970er Jahre entwickelte Claas dann den Mehrzweckschlepper HSG, der allerdings aufgrund einer Umsatzkrise und des kurz vorher erschienen MB-tracs nicht auf den Markt gebracht wurde.
1978 startete Claas erneut einen Versuch zur Entwicklung eines universell einsetzbaren Systemschleppers. 1993 konnte das Vorserienmodell schließlich dem Fachpublikum vorgestellt werden. Bis der neu entwickelte Xerion in größerer Stückzahl hergestellt werden konnte, dauerte es jedoch noch einige Jahre. Im Laufe der Zeit wandelte sich der Systemschlepper zum Flaggschiff von Claas und wird mittlerweile in der dritten und vierten Generation gebaut.
Neben der Eigenentwicklung eines Traktors ging Claas Ende der 1990er Jahre auch eine Kooperation mit Caterpillar für die Produktion des Challenger-Raupenschleppers ein.

In großem Stil einsteigen in den Traktorenbau konnte Claas jedoch erst mit der schrittweisen Übernahme des französischen Herstellers Renault Agriculture zwischen 2003 und 2008. Claas führte die Produktion der Baureihen Ares, Atles, Ceres und Celtis  am ehemaligen Renault-Standort Le Mans fort. 1997 hatte Renault mit AGCO zur Achsenherstellung das 50/50-Joint-Venture Gima gegründet, entsprechend ist Claas heute AGCOs Kooperationspartner.
2005 ergänzte Claas den Schmalspurschlepper Nectis und 2006 folgte erstmals der Axion. Nach 2008 wurden die Nachfolge-Baureihen Axos, Nexos und Elios auf den Markt gebracht. 2012 kamen die Baureihen Arion 500/600 und die Axion-Baureihe überarbeitet auf den Markt. Der Arion wird in der 400er, 500er und 600er-Reihe angeboten und der Axion in der 800er- und 900-Baureihe sowie seit 2020 als Axion Terra Trac mit Raupenlaufwerken anstelle von Hinterrädern.

### Feldhäcksler
Mit der Übernahme der 1874 von Wilhelm Speiser gegründeten Landmaschinenfabrik in Göppingen im Jahr 1970 und der anschließenden Weiterentwicklung der neu erworbenen Häckseltechnik entstand der Feldhäcksler Jaguar. So brachte Claas 1973 den selbstfahrenden Feldhäcksler Jaguar 60 SF mit einem 120-PS-Motor auf den Markt. Ihm folgte 1975 der Jaguar 80 SF mit einer breiteren Häckseltrommel, einem neuen Wurfgebläse für den Häckselguttransport und dem Lenkautomat, der die Maschinenlenkung automatisierte. Der Jaguar 70 SF ersetzte 1977 den Jaguar 60 SF, mit einer höheren Häckselleistung und größeren Motoren.
Die Einführung der 600er-Serie erfolgte 1983. Sie erhielten einen Metalldetektor, einen Maiskorn-Zerkleinerungssystem und einen Nachbeschleuniger im Auswurfturm. Claas erreichte mit dieser Baureihe einen Marktanteil von über 50 Prozent in Europa mit über 7.000 gebauten Maschinen. 1988 führte Claas die Baureihen 600 SL mit Motoren zwischen 158 kW und 260 kW sowie einer V-Häckseltrommel ein. Zusätzlich wurden Erntevorsätze für Ganzpflanzensilage und Lieschkolbenschrot angeboten.
Die 800er-Serie ging 1994 in Produktion. Die Motorleistung lag bei 228 kW bis 354 kW und sie konnten mit achtreihigen Maisgebissen ausgestattet werden. Ab 2001 standen in dieser Serie die Baureihen 900 mit leistungsstärkeren Motoren zum Verkauf. Seit 2008 fertigt Claas die Baureihen 900 in einer überarbeiteten Version. 2017 wurden diese Modelle erneut überarbeitet und 2019 um das Topmodell 960 mit ab Werk integriertem Raupenlaufwerk ergänzt. Die Baureihen 800 wird seit 2014 produziert.

### Lader

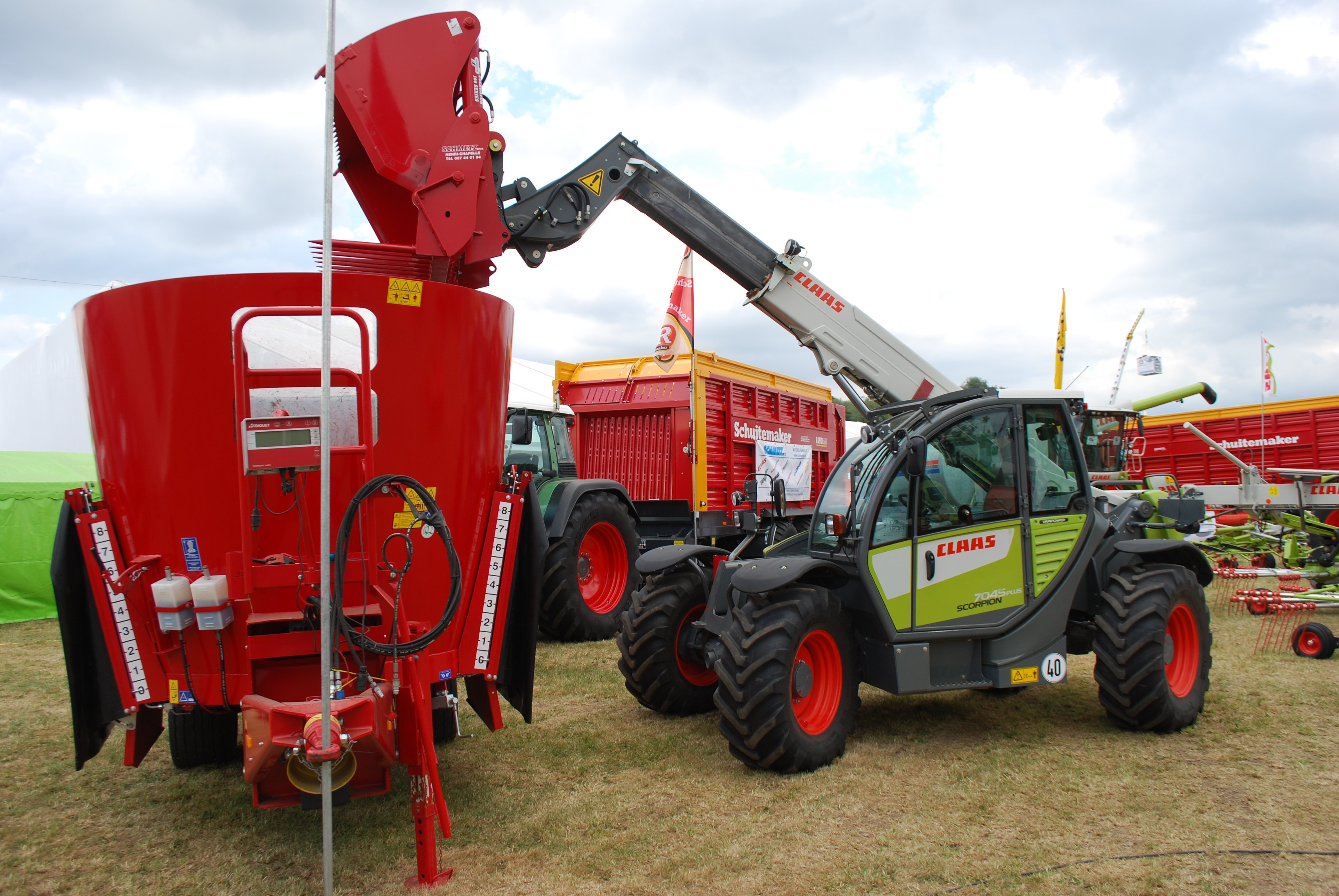
Teleskoplader
Scorpion 7045 plus

1994 führte Claas die Teleskopladerreihe Ranger ein. Die ersten Modelle der Reihe wurden bis 2000 produziert und vertrieben. Produktionspartner war anfänglich die Sanderson Forklift Ltd. in Croft, Lincolnshire. Nachdem diese in finanzielle Schieflage geraten war, übernahm Claas die Produktion selber und baute eine Produktionslinie im bisherigen Ersatzteilzentrum in Saxham, Suffolk auf. Die Fertigung des Nachfolgemodells Targo wurde allerdings an Caterpillar übertragen. 2005 begann für das neue Nachfolgemodell Scorpion eine Kooperation mit Kramer. Seit 2018 kommt die neue Modellgeneration des Scorpion von Liebherr.
2017 wurde das Produktprogramm von Claas um die Radladerbaureihe Torion ergänzt. Die Radlader werden in Kooperation mit Liebherr gebaut und sind für landwirtschaftlichen Einsatz angepasst. Die Sinus-Baureihe mit lenkbarer Hinterachse umfasst die drei Modelle. Eine Mischung aus Teleskoplader und Radlader stellt der Torion 738 T Sinus dar.

### Pressen

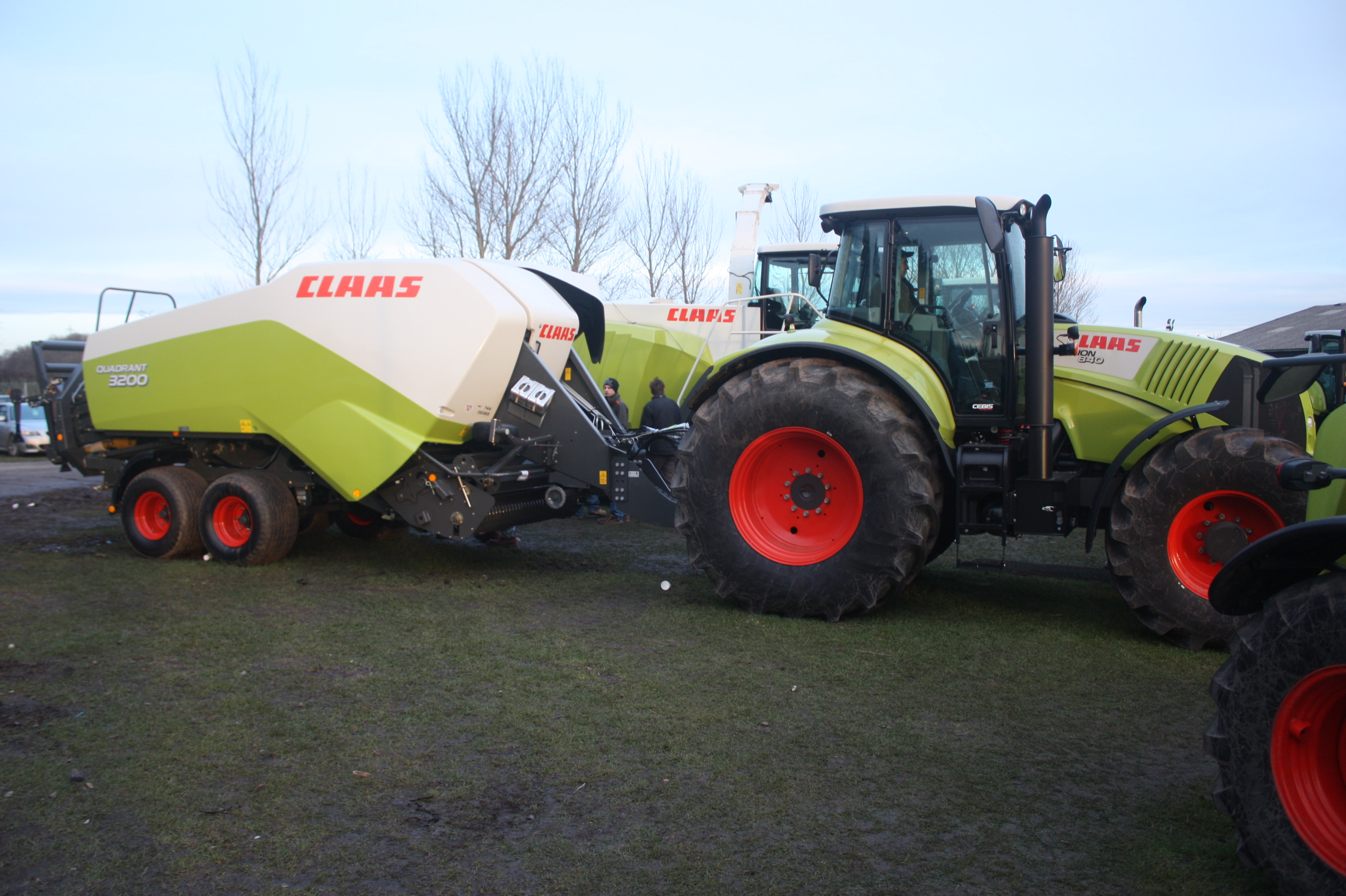
Quaderballenpresse Quadrant 3200 an einem Axion 840

Im September 1931 wurden die ersten Strohpressen bei Claas hergestellt. Binnen drei Jahren entwickelte das Unternehmen die Presse weiter und führte 1934 die Baureihe Pick up ein. Mit deren Hilfe konnte Stroh oder Heu maschinell gesammelt, gepresst und entweder auf dem Feld abgelegt oder per Rutsche auf einen angehängten Wagen geladen werden konnte. 1953 startete die Herstellung der Hochdrucksammelpresse HD. Zudem brachte Claas als Nachfolger der Modelle Pick up I und II 1958 die Niederdruckpresse Pick up LD, später auch als LD 100 bezeichnet, mit einer 100 cm breiten Ballenpresse auf den Markt. 1963 kam die kleinere Variante LD 80 mit einer 80 cm breiten Ballenpresse und die Baureihe Maximum als Ersatz für die Hochdruckpresse HD hinzu. Ein Jahr später folgte die Baureihe Medium, die sich hinsichtlich Leistung zwischen der LD und der Maximum einordnete. In den 1970er Jahren entstand eine Pressenfamilie, die von der kleineren Baureihe Trabant (8 Tonnen/h) über die Baureihe Markant (10 Tonnen/h) bis zur leistungsstarken Baureihe Dominant mit einer Kapazität von bis zu 18 t pro Stunde reichte.
Claas führte zur Saison 1978 die Baureihe Rollant ein, eine Rundballenpresse mit Stahlwalzen im Pressraum. Das erste Modell dieser Baureihe, die Rollant 85, produzierte 1,80 m große Rundballen mit einem Gewicht von 400 kg. Spätere Modelle der Rollant hatten unterschiedliche Durchmesser und Ballenbreiten. Auf Basis der zwei Jahre zuvor eingeführten Netzbindung stellte Claas auf der Agritechnica 1985 mit dem Modell Rollant Rapid 56 die weltweit erste Nonstop-Rundballenpresse vor.
Die Baureihe Quadrant erschien erstmals 1988 mit der Groß-Quaderballenpresse Quadrant 1200. Seit 1996 bietet Claas auch die Baureihe Variant an, eine Bänderpresse mit variablem Wickelraum für verschiedene Ballengrößen. Im Jahr 1999 startete die Produktion der Quadrant 2200 und 2001 führte Claas das Modell Rollant 250 Uniwrap ein. Bei Letzterem handelt es sich um eine Rundballenpresse mit angebautem Folienwickler, die mittlerweile weiterentwickelt wurde und als Rollant 455 sowie 454 Uniwarp angeboten wird. 2006 kam die Quadrant 3400 mit einer Leistung von bis 60 Tonnen Stroh pro Stunde auf den Markt und 2010 startete die Produktion der Rollant 400, die später dann durch die Modelle Rollant 520 und 540 abgelöst wurde. 2016 überarbeitete Claas die Quaderballenpressen und führte die Modelle Quadrant 5200 und 4200 neu ein. Hinzu kamen später noch die Modelle Quadrant 5300 und 4000. Zur Saison 2023 führte Claas das Rundballenpressen-Modell Variant 500 ein.

### Futtererntemaschinen

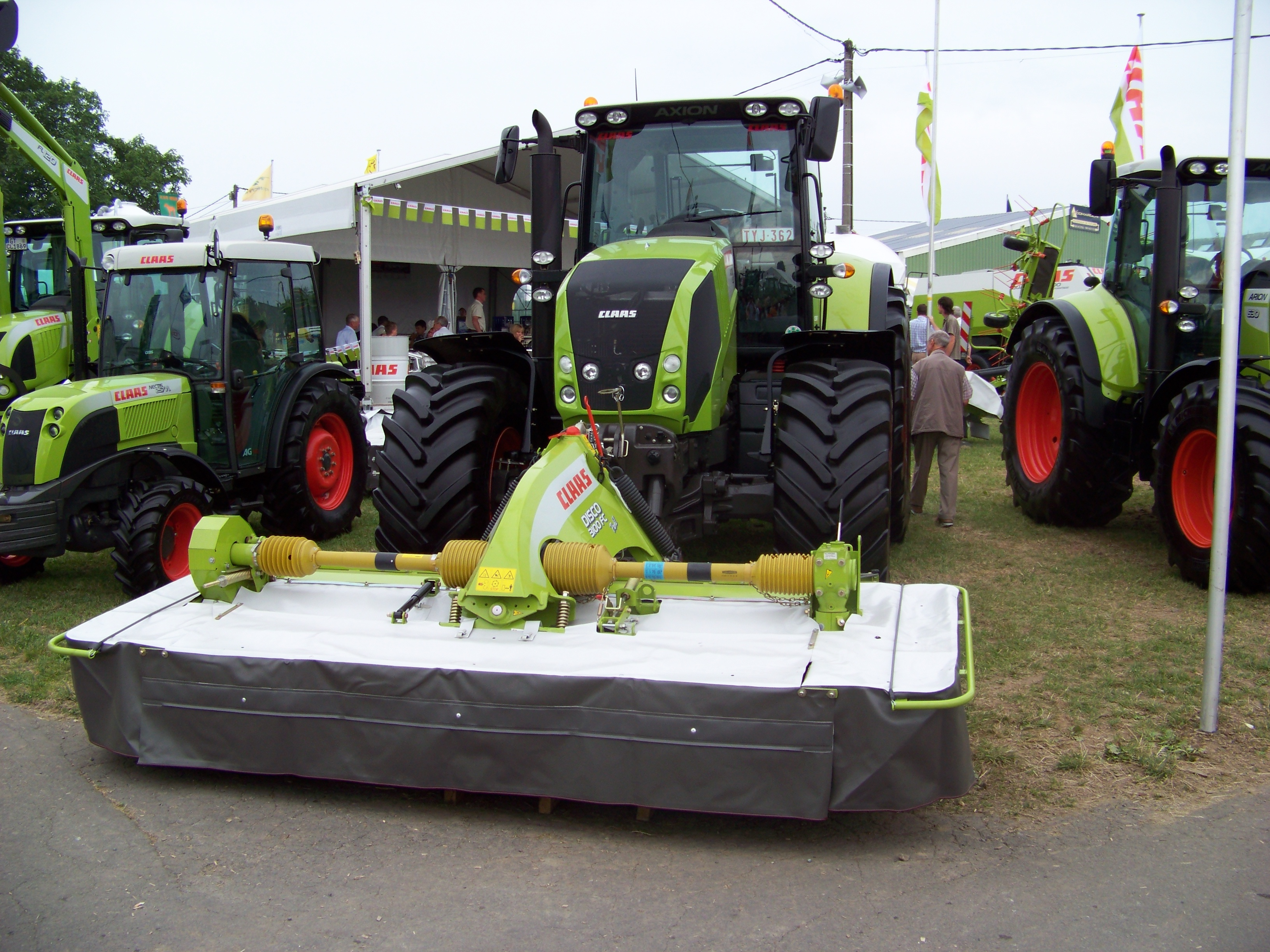
Scheibenmähwerk Disco 3100 vor einem Axion

Mit Erwerb der Firma Bautz im Jahr 1969 übernahm Claas auch die dort gebauten Futtererntemaschinen und entwickelte diese weiter. So hatte der 1971 vorgestellte Kreiselwender eine Arbeitsbreite von 4,30 m. 1978 erhöhte sich die Arbeitsbreite auf 5,40 m, 1986 auf 7,40 m und 1997 auf 9,80 m. Der aktuelle Heuwender Volto erreicht eine Arbeitsbreite von bis zu 15 Meter. Darüber hinaus werden das Scheibenmähwerk Disco, das Trommelmähwerk Corto und der Schwader Liner angeboten. Von 2009 bis Ende 2022 produzierte Claas auch das Ladewagenmodell Cargos. Vorgängermodelle waren das ursprünglich von Bautz stammende Modell Autonom und anschließend zu Beginn der 1980er Jahre der Sprint und ab 1998 der Quantum. 2023 wurde die Cargos Baureihe von Fliegl Grünlandtechnik übernommen und wird dort weiterproduziert.
Eine Besonderheit stellte das selbstfahrende Mähwerk Cougar dar, das 2004 in Produktion ging und eine Schnittbreite von 14 Metern erreichte. Mangels Nachfrage wurde das Modell 2012 aus dem Programm genommen.

### Elektrofahrrad

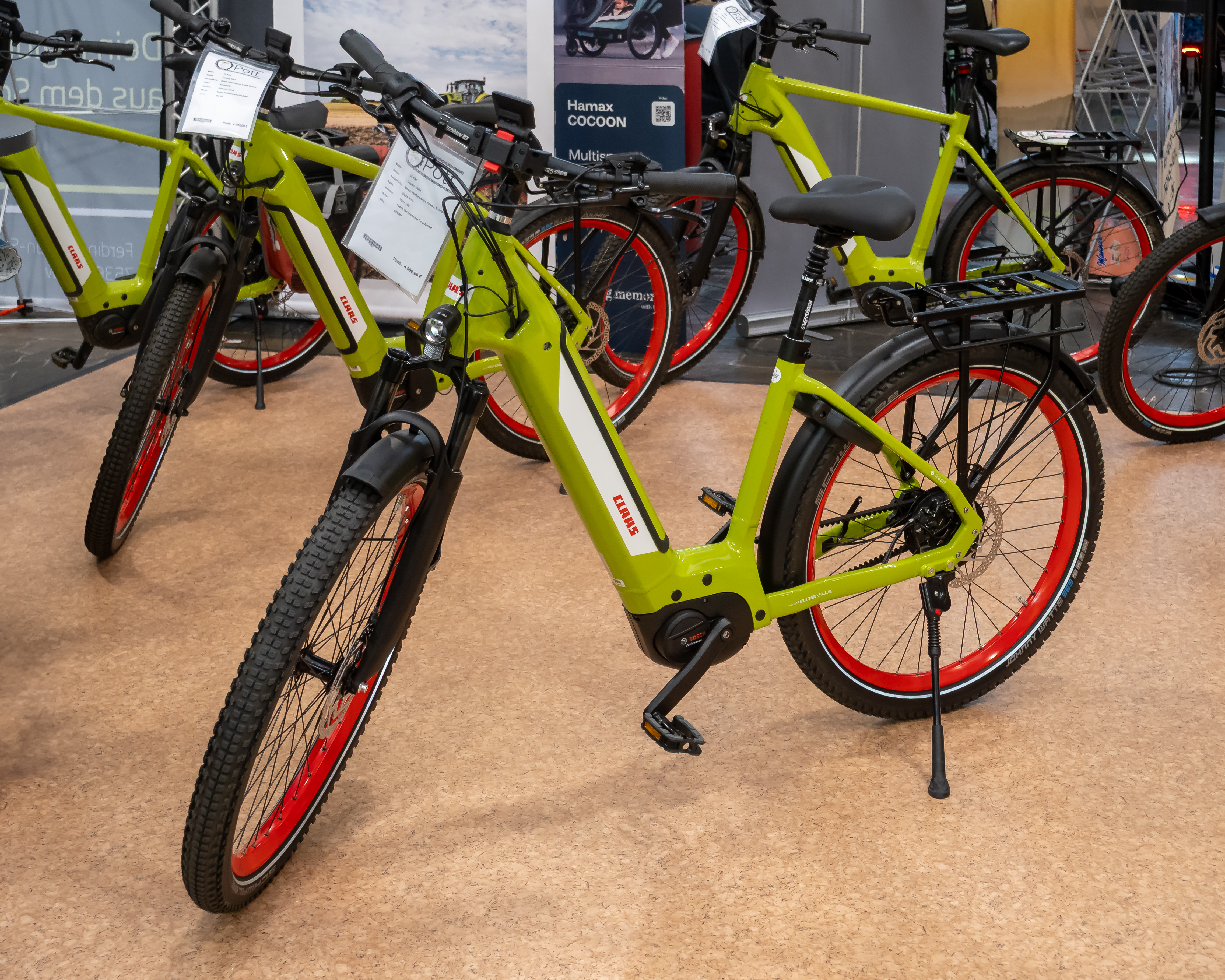
Claas Country Bike

Seit Anfang 2024 bietet Claas Elektrofahrräder unter eigener Marke an. Die Fahrräder werden vom deutschen Hersteller Velo de Ville hergestellt.

## Produktionsstandorte

### Stammwerk Harsewinkel

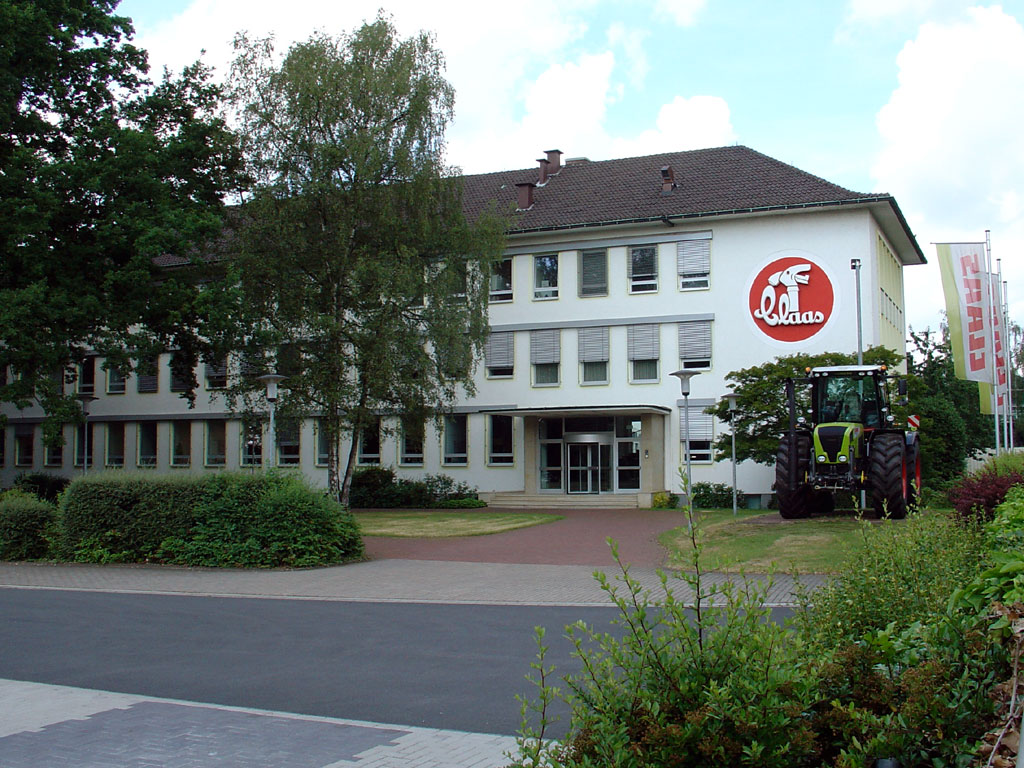
Hauptgebäude von Claas, davor ein Claas Xerion 3800

Das Stammwerk ist seit 1919 in Harsewinkel angesiedelt. Claas produziert hier Mähdrescher, Feldhäcksler und das Systemfahrzeug Xerion. In den Jahren 2000 bis 2003 wurde es so erweitert, dass nicht nur fertige Maschinen, sondern auch einzelne Komponenten für andere Werke produziert werden. Ebenfalls am Standort Harsewinkel befindet sich die Verwaltung des Unternehmens.
Seit 2021 wird das Stammwerk des Unternehmens schrittweise modernisiert, unter anderem durch den Bau neuer Produktionshallen für Mähdrescher sowie eines zentralen Wareneingangs.

### Deutschland

#### Paderborn
1956 wurde das Zweigwerk Paderborn-Mönkeloh eröffnet. Auf dem ehemaligen Flughafengelände fertigt Claas Antriebstechnik und Hydraulikkomponenten für die Mähdrescherproduktion in Harsewinkel. Seit 1975 heißt das Werk „Claas Industrietechnik“ (CIT). 1960 wurde die Hydraulikfertigung nach Schloß Holte ausgelagert und 1986 wieder in Paderborn integriert. Heute stellen die circa 700 Mitarbeiter die Produkte sowohl für Claas, als auch für Baumaschinen und Kommunalfahrzeuge fremder Hersteller her.

#### Bad Saulgau
Seitdem Claas 1969 die Josef Bautz AG in Bad Saulgau übernommen hat, entstehen dort Landmaschinen für die Grünfutterernte. Hier werden Mähwerke, Wender und Schwader produziert. Aber auch die Häckseltechnik für den Jaguar wird seit 1970 hier produziert. Die Claas-Produkte werden über den Bahnhof Mengen an der Bahnstrecke Ulm–Sigmaringen transportiert. 2025 wurden 50 Mio. Euro für die Erweiterung der Produktionskapazitäten und ein neues Logistikzentrum in den Standort investiert.

#### Dissen am Teutoburger Wald
Am Standort Dissen befindet sich seit 2017 die Claas E-Systems (CES). Hier werden Elektroniksysteme für Claas-Maschinen und für weitere landwirtschaftliche Anwendungsfälle entwickelt. Weitere Entwicklungsschwerpunkte sind Softwarelösungen für Nutzungs- und Einsatzoptimierung im Bereich der Landwirtschaft. Zu den Produkten gehören Maschinenterminals, Lenk- und Telemetriedatensysteme.

#### Berlin
In Berlin entwickelt die CLAAS 365FarmNet GmbH Software und andere digitale Lösungen für Landwirte. Der Standort besteht seit 2013. Seit dem Jahr 2020 werden in Berlin zudem Bestandteile der digitalen CLAAS connect Plattform entwickelt.

#### Sonstige Standorte
Im Mai 2016 gab Claas bekannt, dass sich das Unternehmen von seiner Gießerei („Claas Guss“) trennen werde. Davon betroffen waren die Standorte Gütersloh, Bad Saulgau und Nortorf mit insgesamt rund 400 Mitarbeitern. Als Grund für den Verkauf wurden Überkapazitäten und eine Konsolidierung der Branche genannt. Neuer Eigentümer wurde die Ergocast Guss GmbH, die die Gießereibetriebe unter dem Namen „Procast Guss“ weiterführte; In der Folge produzierte der neue Betrieb auch für andere Unternehmen außer Class Gussteile. 2019 musste Ergocast Guss Insolvenz in Eigenverwaltung anmelden, doch gelang noch im selben Jahr eine Sanierung. Allerdings ging die Tochter Procast 2024 selbst in Turbulenzen und musste 2024 Insolvenz in Eigenverwaltung anmelden; im Rahmen des Restrukturierungsverfahrens wurde der Standort Bad Saulgau zum Jahresende geschlossen, die beiden anderen mit insgesamt 225 Mitarbeitern werden weitergeführt.

### Europa
Neben den sechs europäischen Produktionsstätten gibt es auch Vertriebsgesellschaften in Saxham (England), Ymeray (Frankreich), Mailand (Italien), Spillern (Österreich), Buk (Polen), Afumati (Rumänien), Moskau (Russland), Madrid (Spanien) und Kiew (Ukraine).
In der Schweiz und Liechtenstein ist die Fenaco-Tochter Serco Landtechnik der Groupe Serco Exklusivimporteurin der Marke Claas.

#### Metz, Frankreich
August Claas erwarb bereits 1952 ein neun Hektar großes Gelände in Metz, Frankreich, um eine Produktion für Pressen zu errichten. Seit 1958 wurden hier insgesamt über 300.000 Pressen, wie die Ballenpresse „Quadrant“ und die Rollenpressen „Rollant“ und „Variant“, hergestellt. Am Standort werden 400 Mitarbeiter beschäftigt.

#### Törökszentmiklós, Ungarn
1997 erwarb Claas eine Produktionshalle in Törökszentmiklós, Ungarn, von einem Mezögep-Staatskonzern. Hier werden Schneidwerke, Vorsatz- und Anbaugeräte produziert. 2013 konnten ein eigenes Entwicklungszentrum, Zentrallager und eine Lackierstraße eröffnet werden. Jährlich werden auf der Schiene rund 750 Güterwagen mit Schneidwerken versandt, von denen rund 90 Prozent an das Hauptwerk in Harsewinkel gehen.

#### Le Mans, Frankreich
Seit der stückweisen Übernahme der Renault Agriculture im französischen Le Mans befindet sich hier das Traktorenwerk von Claas.

#### Krasnodar, Russland
2005 wurde im russischen Krasnodar ein Montagewerk mit einer Kapazität von 1.000 Mähdreschern pro Jahr eröffnet. 200 Einheiten des Mega konnten in der ersten Saison montiert werden. Die vorgefertigten Komponenten stammten aus dem Hauptwerk in Harsewinkel. Mittlerweile existiert hier auch ein Werk zur Traktorenfertigung. Nach einer Erweiterung des Werkes im Jahr 2015 hat sich die Kapazität mehr als verdoppelt. Claas ist als sogenannter „nationaler Hersteller“ registriert, sodass für Claas auf dem russischen Markt dieselben Regeln gelten wie für russische Hersteller.

#### Nivå, Dänemark
Am Standort Nivå in Dänemark entwickelt CLAAS E-Systems seit 2006 Systeme und Software zur Automatisierung von Maschinenfunktionen und Prozessen auf Basis 2D- und 3D-Kameratechnologien.

#### Vélizy, Frankreich
In Velizy, am südwestlichen Stadtrand von Paris, betreibt die CLAAS Tractor SAS einen Standort. Dort befinden sich die Bereiche Forschung und Entwicklung.

### Nordamerika
Seit 1979 unterhält Claas eine Vertriebsgesellschaft in den Vereinigten Staaten.

#### Nebraska

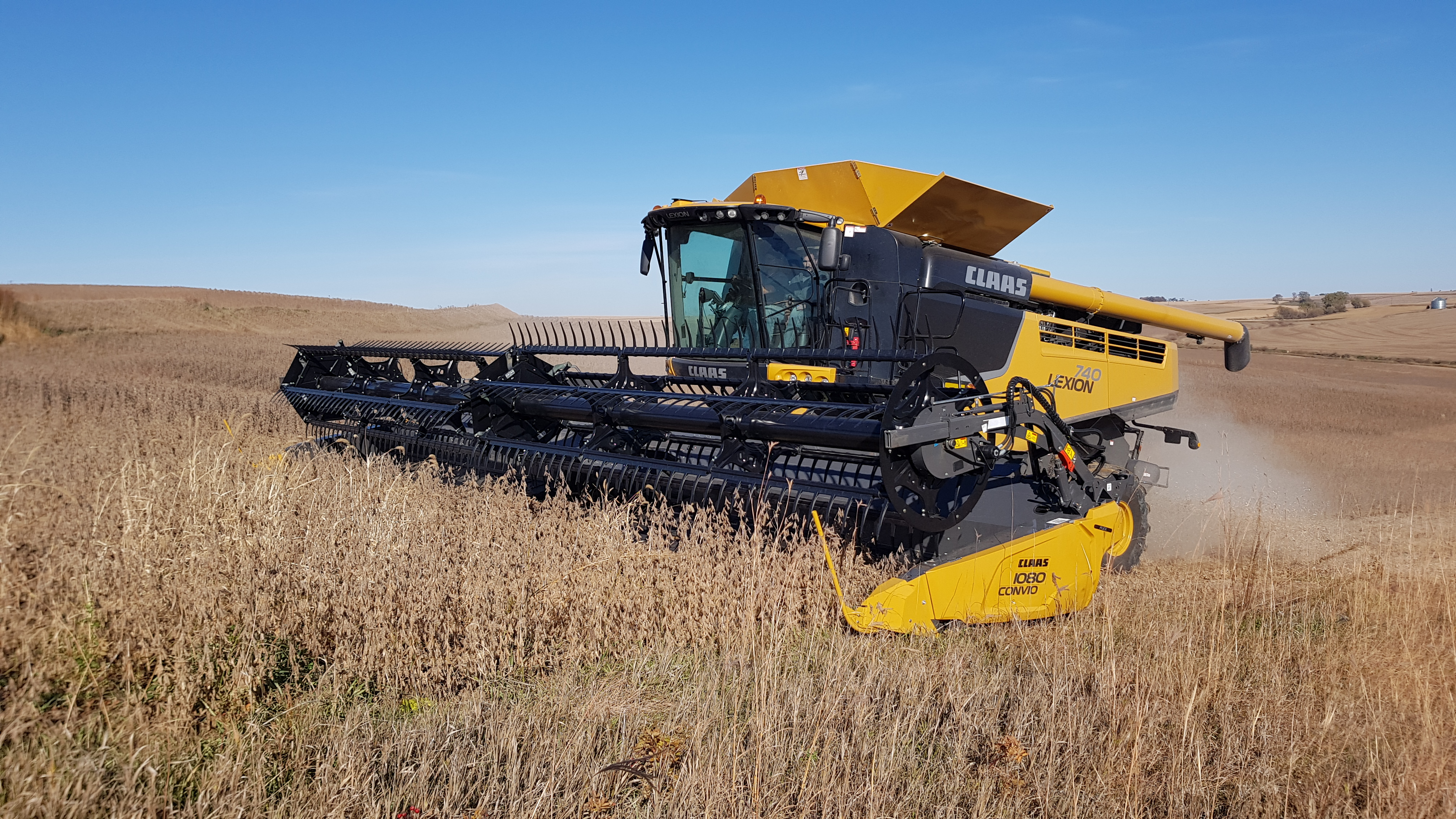
Ein in Omaha gebauter Claas Lexion 740 in den Farben von Caterpillar bei der Sojaernte

Im Werk Omaha im amerikanischen Bundesstaat Nebraska, mitten im größten Getreideanbaugebiet der USA, produziert Claas seit 1999 Mähdrescher für den nordamerikanischen Markt. Im Unterschied zu allen sonstigen Maschinen des Unternehmens erhielten die hier gebauten Lexion bis 2019 eine gelb-schwarze Lackierung entsprechend der Farbgebung von Caterpillar, über deren Vertriebsnetz sie hauptsächlich vermarktet wurden. Inzwischen hat jedoch auch hier der Farbwechsel zu „saatengrün“ stattgefunden, und die Maschinen werden nicht mehr ausschließlich von Caterpillar-Händlern vertrieben.

### Asien

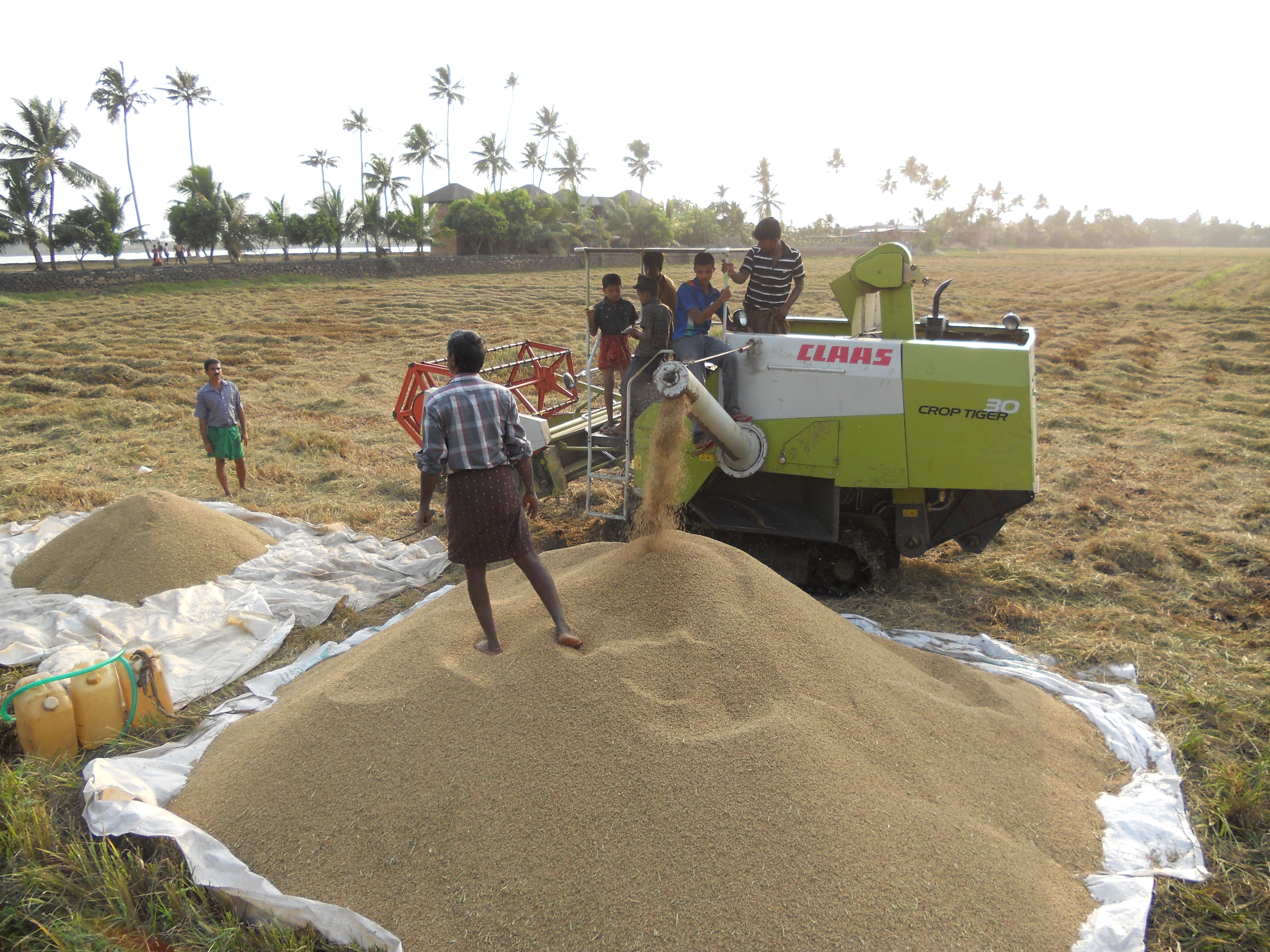
In den beiden indischen Werken entstehen „Crop Tiger“ für die Reisernte

Neben drei Produktionsstandorten für Mähdrescher gibt es Vertriebsgesellschaften in Peking (Volksrepublik China) und Bangkok (Thailand).

#### Gaomi, China
Im Jahr 2014 sicherte sich Claas die Mehrheitsbeteiligung am chinesischen Landmaschinenhersteller Shandong Jinyee Machinery Manufacture Co. Ltd. (Jinyee). Das Unternehmen, das inzwischen unter dem Namen CLAAS Agricultural Machinery (Shandong) Co. Ltd. firmiert, stellt am Hauptsitz in Gaomi unterschiedliche Erntemaschinen her – hauptsächlich Mähdrescher, die unter dem Namen Claas sowie unter dem einheimischen Markennamen Chunyu überwiegend für den chinesischen Markt gefertigt werden.

#### Petropawl, Kasachstan
In Kasachstan wurde 2021 in Petropawl ein Montagewerk eröffnet.

#### Taschkent, Usbekistan
In Usbekistan produziert die Uz CLAAS Agro als ein usbekisch-deutsches Unternehmen Claas Landmaschinen. Mähdrescher der Modellreihe Dominator und Traktoren vom Typ Arion 630C werden hier hergestellt.

## Claas Technoparc
Der Claas Technoparc ist ein Ausstellungs- und Kundenzentrum, das sich am Hauptstandort in Harsewinkel befindet. Auf einer Fläche von rund 2500 Quadratmetern zeigt das Unternehmen in einer regelmäßig aktualisierten Ausstellung neue Produkte aus den Bereichen Traktoren- und Erntetechnik. Zudem werden historische Modelle aus der umfangreichen Claas-Sammlung ausgestellt. Hierzu gehören unter anderem der Prototyp des Xerion (Projekt 207), der Jaguar 60 SF, der Hercules, ein Stroh- sowie ein Mäh-Dresch-Binder und der von Claas entwickelte LD 40-Vierzylinder-Dieselmotor.

## Auszeichnungen
- Das Unternehmen gewann mehrere der alle zwei Jahre vergebenen Agritechnica Innovation Awards, etwa in Gold 2009 für eine automatisierte kameraüberwachte Wagenbefüllung bei Feldhäckslern[96] und 2017 für das autonome Dreschwerk Cemos Auto Threshing[97] oder 2019 in Silber für das Aps Synflow Walker in den Schüttlermodellen des Lexion-Mähdreschers.[98]
- Auch die von dem Fachmagazinen Traction und Agrarheute verliehene Auszeichnung Maschine des Jahres bzw. seit 2021 Farm Machine Award gewann Claas mehrfach, unter anderem 2017 in der Kategorie „Großtraktor“ für den Axion 900[99], 2019 in den Kategorien „Mähdrescher“ sowie „Feldhäcksler“ und für Data Connect[100], 2022 für den Trion in der Kategorie „Mähdrescher“[101] und 2023 mit dem Xerion 12 in der Kategorie „Großtraktor“.[102]
- 2020 gewann Claas den Designpreis iF GOLD AWARD in der Rubrik „Produkt“ für den Mähdrescher Lexion 8000.[103]
- 2024 wurde Claas mit sieben[104], 2025 mit drei AE50-Awards für landwirtschaftliche Innovationen von der American Society of Agricultural and Biological Engineers ausgezeichnet, darunter der Großtraktor Xerion 12 und der Mähdrescher Lexion 8900 Terra Trac.[105]